# Eutropia (imperatrice)
Eutropia (... – morta dopo il 325) fu la moglie siriaca dell'imperatore Massimiano, probabilmente la seconda.
Anche Eutropia veniva da un precedente matrimonio, con Afranio Annibaliano, da cui ebbe Teodora; i figli che ebbe da Massimiano erano invece Massenzio e Fausta.
Quest'ultima sarebbe andata in sposa a Costantino il Grande, del quale Eutrebia divenne quindi la suocera.

## Conversione al Cristianesimo
Eutropia era ancora viva nel 325, e sembra si fosse convertita al cristianesimo, come testimonia una sua lettera a Costantino inviata dalla Palestina nel 328, tramandata da Eusebio di Cesarea.
Lo storico Sozomeno riferisce infatti che in quegli anni compì un pellegrinaggio in Terra Santa, sicché ella figura tra le prime donne cristiane ad avere intrapreso questo Cammino.